# زیمون هیرش
زیمون هیرش (آلمانی: Simon Hirsch؛ زادهٔ ۳ آوریل ۱۹۹۲) بازیکن والیبال اهل آلمان است.
از باشگاه‌هایی که در آن بازی کرده‌است می‌توان به جنرالی اونترهاخینگ اشاره کرد.
وی مدال نقره والیبال قهرمانی اروپا ۲۰۱۷ را به همران آلمان به دست آورده‌است.